# Rhyacophila arnaudi
Rhyacophila arnaudi är en nattsländeart som beskrevs av Donald G. Denning 1948. Rhyacophila arnaudi ingår i släktet Rhyacophila och familjen rovnattsländor. Inga underarter finns listade i Catalogue of Life.